# Vergato
Vergato (podle boloňského nářečí také Vargà nebo Verghé) je obec s 7.523 obyvateli, která patří do provincie Bologna. Nachází se 42 km jižně od města Bologna, jež je pro obyvatele Vergata snadno dostupné, ať už vlakem či autem, díky státní silnici SS 64, která Vergatem prochází. Největší demografický a ekonomický nárůst zaznamenalo Vergato v období po druhé světové válce, kdy bylo skoro celé zasaženo bombardováním. I v současnosti se tato obec stále rozrůstá, což mělo za následek vznik nové obchodní a obytné zóny, která je lehce vzdálená od historického centra.